# 東京ディズニーランドのアトモスフィアの一覧
東京ディズニーランドのアトモスフィアの一覧（とうきょうディズニーランドのアトモスフィアのいちらん）では、東京ディズニーランドで催されている（或いは「催されていた」）アトモスフィアを列挙する。

## アトモスフィアとは
アトモスフィア・エンターテイメント、アトモスフィア・ショー、アトモスとも呼称されている。
東京ディズニーリゾート構成施設のひとつであるディズニーパーク2園内に於ける雰囲気を盛り上げるために行われる小規模なショーを指す。
毎日開催されるわけではなく、休演となる日もあれば、天候などの理由により予告無く中止される場合もある。
バンド演奏、寸劇、大道芸など様々なショーが開催されるが、原則として公演時刻や場所が不確定なこと、公演時刻や場所が公式発表されていない点がレギュラーショーやスペシャルイベントのショーと異なる。
過去のアトモスフィアは公式に発表されることが少ないため、正確に開始終了時期を特定することは難しく、出演者が代わるだけで、アトモスフィアとしては続行という事もあれば、終了していたと思われていたアトモスフィアが後日復活することもあった。しかし近年では開始・終了の日程が公式に公表されるようになってきている。

### アトモスフィアの現状
アトモスフィアは、パーク内に配置されている各種アトラクションを利用するため列を成して待機しているゲスト（入園客）たちを楽しませる効果をもたらしているとされるが、一時期は殆ど行われなくなっていた。
これは、2014年3月31日から4月6日にかけて解雇されたキャスト（従業員）たちにより結成された労働組合「オリエンタルランド・ユニオン」の組合員からの証言で明らかになったもので、その理由として、東京ディズニーリゾートの運営会社であるオリエンタルランドに於いて『エンターテインメント・ショー製作費』が大幅削減されたことを挙げている。
実際、オリエンタルランドのWebサイト上にて公開されている『ファクトブック（FACT BOOK）2014』に掲載されている『売上原価明細表』のうち『その他の営業費』科目の中の内訳の一つとして挙がっている『エンターテインメント・ショー製作費』のところを見てみると、東京ディズニーランド開園25周年を迎えた2009年3月期（2008年度）に154億2000万円が計上されたのをピークに翌年度以降は減少の一途を辿っており、特に東京ディズニーシー開園10周年を迎えた2012年3月期（2011年度）を挟む2011年3月期（2010年度）から2013年3月期（2012年度）までの3年間は毎年20億円余りずつ削減され続けている。
そして東京ディズニーランド開園30周年を迎えた2014年3月期（2013年度）には55億5500万円と、前記2008年度計上額の約3分の1にまで削減されているほか、アニヴァーサリー・イヤーに該当しなかった前年度（2012年度）と比べても減少しているのが見える《2012年度の計上額は55億7500万円》。
しかし、2016年6月16日より、『ジップンズーム・ガイドツアー』、『ウェルカムフラワーバンド』、『ラウンドアップ＆プレイ』、『ワイルドウエスト・チャンス』、『ジャングル・サウンデュオ』、『ファン・メンテナンス』、『ブレイクビート・ダンサーズ』、『オーパス・ファイブ』、『ジュニア・ヒーローズ』の9つのアトモスフィア・エンターテイメントが新規スタートした。
2017年3月31日には『ジャングル・サウンデュオ』、『ジュニア・ヒーローズ』、『トゥーンタウン・サウンドメーカー』が終了したものの、同年4月1日から『ロボ・アストロ』、『ジャングリズム』が、同年5月15日から『コート・ジェスター・カルテット』が新たにスタートした。
2020年2月29日の臨時休園後、『ジャングリズム』、『ロボ・アストロ』は事前に予告されていた通り同年3月31日をもって公演終了、『ファン・メンテナンス』、『ブレイクビート・ダンサーズ』、『オーパス・ファイブ』は休止のまま公演終了となった。

## 出演エリア別

### メインエントランス、ワールドバザール

#### 東京ディズニーランド・バンド
赤い帽子と上着に白いスラックスという衣装を身に纏った、東京ディズニーランドの吹奏楽団。この衣装デザインはオープン以来継続されていたが、2012年4月より変更され、通常・夏服・イースター・ハロウィン・クリスマスの5つのタイプがある。当初は指揮者が居たが、2006年4月1日より編成が変更され居なくなった。
初期の頃はディズニー映画の曲をマーチやバラードにアレンジした曲や、ポップス風にした曲も披露されている。
日中のパレードでは先導役として、沿道の雰囲気を盛り上げる重要な役も担うこともある。スペシャルイベント開催期間中はそのテーマに合わせた衣装で演奏することもある。
先導役を勤めたパレード
- 東京ディズニーランド・パレード
- ディズニー・クラシックス・オン・パレード
- ディズニー・パーティグラ・パレード
- ディズニー・ファンタジー・オン・パレード
- ディズニー・オン・パレード"100イヤー・オブ・マジック"
- ディズニー・ドリームス・オン・パレード"ムービン・オン"
- カウントダウン・パレード
- ディズニー・クリスマスドリームス・オン・パレード
- フローズンファンタジー・パレード

次のようにパーク外での演奏を披露したこともある。
- 1988年12月1日 - 舞浜駅開業時に駅玄関前のペデストリアンデッキにて演奏。
- 1990年3月10日 - 東京駅京葉地下ホーム1・2番線で催されたJR京葉線の全線開通の記念式典にて演奏。
- 2006年6月25日 - 浦安市市制施行25周年行事として開催された「市民ふれあい25・25（ニコ・ニコ）フェスティバル」にて演奏。
- 2009年5月2日  - 博多どんたく（2日目）のパレードにて演奏[8]。

#### バイシクルピアノ
自転車とピアノを混ぜたようなアップライトピアノでディズニー曲やラグタイムの曲を演奏する。速弾することが多い。
ワールドバザール内で演奏を行う。　フリーグリーティング中のキャラクターと絡むこともある。
なお、このピアノは日本の手造りピアノメーカーであるクロイツェルピアノが製作している。

#### サックス・フォー
2007年のクリスマスより東京ディズニーランドバンドのサックスメンバー4人がカルテットを組んでワールドバザールで演奏を行っている。
バリトン、テナー、アルト、カーブドソプラノの編成。
衣装はサックス・ファイブ時代と同じ消防士スタイルだが、クリスマス期間中は、オールドファッションのコートにマフラーを付けて登場していたが、2011年以降はクリスマス期間中も消防士スタイルとなった。

### アドベンチャーランド

#### パイレーツ・ブラス
2006年7月1日より登場。伝説の宝石「ハピネス」を探す海賊たちで結成されたバンド。手押しのフロートに乗せたドラムセットごと移動して現れる。ジャック・スパロウと共演することもある。

### ファンタジーランド

#### コート・ジェスター・カルテット
2017年5月15日より登場。中世風の衣装を着て、サックスのカルテットを奏でるバンド。

## 終了したアトモスフィア

### メインエントランス,ワールドバザール

#### サックス・ファイブ
バス、バリトン、テナー、アルト、ソプラノの5本のサクソフォーンで編成されたバンド。ワールドバザールの消防隊という設定。2006年3月31日をもって終了。

#### ジョニー・サンシャイン（正式名称不明）
2011年2月から3月頃に登場。赤地に白縞のスーツ、カンカン帽を身につけた男性ジョニー・サンシャインがゲームやトークで盛り上げた。

#### ウェルカムフラワーバンド
2016年6月16日より登場。花をあしらった衣装を着た4人組が、音楽に乗せてパーク内に咲いている四季折々の花を紹介する。2018年3月31日をもって公演を終了。

#### ジップンズーム・ガイドツアー
2016年6月16日より登場。アトラクションやイベントのバックグラウンドストーリー、見どころを音楽やパントマイムを交えて紹介する3人組。2018年3月31日をもって公演を終了。

### アドベンチャーランド

#### ロイヤルストリート・シックス
ディズニー曲やディキシーランド・ジャズを演奏する6人編成のバンド。細いストライプの入った赤いスーツを着ている。楽器編成は、トランペット、トロンボーン、クラリネット、ドラムス、ウッドベース、ピアノ。または、ウッドベース、ピアノの代わりにチューバ、バンジョー。
カフェ・オーリンズや、プラザパビリオン・バンドスタンド、蒸気船マークトウェイン号で演奏を行っていた。2006年3月26日をもって終了したが、2007年11月25日、11月25日 - お台場で開催されていたお台場オトナPARKに東京ディズニーリゾートの宣伝を兼ねて出演、演奏を披露した。

#### ハッピーエクスプローラーズ
1998年より公演開始。「スイスファミリー・ツリーハウス」前で演奏する。世界各国の秘境を探検してきた探検家（という設定）のバンド。サクソフォーン6本とドラムで構成された。当時の東京ディズニーランドバンドのメンバーが出演していた。2006年3月31日をもって終了。

#### ジャングル・サウンデュオ
ゲストに話を聞き、即興で歌を披露するミュージシャン2人組。2016年6月16日より登場。2017年3月31日をもって終了。

#### ジャングリズム
2017年4月1日より登場。ジャングルが大好きな3人組が、そこで魅せられた陽気なサルたちに扮して登場し、愉快で力強い打楽器パフォーマンスを披露する。2019年8月27日に2020年3月31日に終了と発表。2020年2月29日より新型コロナウイルス感染症の影響により臨時休演となったため、同年2月28日が最終公演日となった。
公演情報
- 公演回数：1日5～6回
- 公演時間：約20分

### ウエスタンランド

#### メディスン・ワゴンショー
ドクター・バーカーとココ・ドコダの詐欺師コンビが胡散臭い薬を売りつけてくるコメディショー。後半はゲスト参加のシーンもあった。1983年より数年間公演。

#### フロンティア・ポッシー・バンド
1998年より公演開始。「カントリーベア・シアター」前で演奏する。ウエスタンランドの治安を守るために結成された有志のバンド。ウエスタン映画の曲を演奏する。2006年3月31日をもって終了。

#### ラウンドアップ＆プレイ
2016年6月16日より登場。ゲストが2チームに分かれて、様々なゲームで対戦する参加型のショー。2018年3月31日をもって公演を終了。

#### ワイルドウエスト・チャンス
2016年6月16日より登場。詐欺師と保安官がゲストを巻き込んで、詐欺師が行うマジックを見破る勝負を繰り広げる。2018年3月31日をもって公演を終了。

### ファンタジーランド

#### ファンタジーバグパイパー
バグパイプを演奏する。1997年4月11日をもって終了。

#### パーリーバンド
映画『メリー・ポピンズ』の競馬場のシーンに登場するボタンが沢山の服を着たデキシーランドジャズバンド。外山喜雄とデキシーセインツがこれに扮し、空飛ぶダンボの周辺や、昼のパレードの開始前にパレードルート上を練り歩き、デキシージャズの演奏していた。時には、来園していた子どもにタクトを渡し、ミッキーマウスマーチの指揮を依頼する場面もあった。また、かつてスモールワールドステージがあった頃には、週末の午前1回のみ、メリー・ポピンズとお供のペンギンと一緒にステージに登場し、ライブ演奏とダンスを披露したこともある。当初は1日に30分公演5回に45分公演7回だったが、後に30分公演7回となる。1995年3月31日をもって終了。ただし「外山喜雄とデキシーセインツ」はパーリーバンドでの活動終了後も、ロイヤルストリート・シックスとして園内で演奏を継続。2006年3月の終了と同時に、23年間の東京ディズニーランド内での演奏活動を終えた。

#### ロイヤル・ヘラルド・ブラス
シンデレラ姫に仕えしファンタジーランド一番の楽団。シンデレラ城で行われる舞踏会の音楽を披露してくれる。クリスマス期間はクリスマスの曲を演奏していた。2010年度をもって終了。

#### マッドハッターズ
ふしぎの国のアリスに登場するマッドハッターを模した大きな帽子をしたバンド。ゲストの何でもない日のお祝いなどを行っていた。

### トゥーンタウン

#### トゥーンタウン・サウンドメーカーズ
バンドのサックス4人組。主にトゥーンタウン入口近くのパレードルート上で演奏し、特徴的なトゥーンタウン仕様の派手な衣装を着ていた。2017年3月31日をもって終了。

### トゥモローランド

#### ゼロ・グラビティ
トゥモローランド・テラス内のステージで演奏する。2002年1月11日をもって終了。

#### トゥモローランド・ブラス
スペース・マウンテンやグランドサーキット・レースウェイ周辺などに出没し、ディズニーやロッキー、スター・ウォーズなどの映画のテーマ曲をポップス調にアレンジして演奏していた。演奏の合間には「撮影タイム」を設け、被写体になるゲストの周りをメンバー全員が囲むサービスもあった。2004年4月14日をもって終了。

#### エンカウンターズ
トゥモローランド・テラス内のステージで演奏する。2006年1月10日をもって終了したが、レギュラーショーとして公演されていたこともあった。

#### ギャラクティック・レンジャーズ
2004年4月より登場した金管楽器とパーカッションのバンド。12人で構成される。トイ・ストーリーやテレビアニメ「スペースレンジャー バズ・ライトイヤー」に登場するバズ・ライトイヤーと4人のピンクプラネット・ガールが登場するスペシャルバージョンが公演されることもあった。2008年4月17日をもって終了。

#### コズマックス
2008年5月21日より登場。スペース・マウンテン周辺やショーベースの開演前に登場し、洋楽系ナンバーをアレンジした楽曲で演奏する。2010年度をもって終了。

#### ジュニア・ヒーローズ
2016年6月16日より登場。勇敢なヒーローを目指す3人組が、一緒にヒーローを目指す仲間（ゲスト）といっしょに掛け声やポーズといったトレーニングを行う。2017年3月31日をもって終了。

#### ロボ・アストロ
2017年4月1日より登場。「宇宙平和のために開発された最新鋭のロボット宇宙飛行士がトゥモローランドで最終訓練を行う」という設定。3体のロボットがダンスでコミュニケーションを取ろうと奮闘する。2019年8月27日に2020年3月31日に終了と発表。2020年2月29日より新型コロナウイルス感染症の影響により臨時休演となったため、同年2月28日が最終公演日となった。
公演情報
- 公演回数：1日5～6回
- 公演時間：約20分

#### オーパス・ファイブ
2016年6月16日より登場。5人組のアカペラコーラスグループが、ボイスパーカッションも交えてディズニーソングを歌う。2020年2月28日の臨時休園後、再開せず公演終了となった。

### パークワイド

#### ジャミターズ
アルミのごみ箱をひっくり返し、ドラム代わりにパフォーマンスを披露するおかしな3人組。

#### ファン・メンテナンス
2016年6月16日より登場。パークのメンテナンスを日夜行っている（という設定の）キャストが、パントマイムなどを繰り広げる。2020年2月28日の臨時休園後、再開せず公演終了となった。

#### ブレイクビート・ダンサーズ
2016年6月16日より登場。カストーディアルキャスト（パークの清掃をしているキャスト）とゲストコントロールキャスト（ゲストの誘導やご案内をしているキャスト）が、パレードルートなどで、アクロバティックなダンスを繰り広げる。2020年2月28日の臨時休園後、再開せず公演終了となった。

## イベント別
スペシャルイベント開催時に催されるアトモスフィアも存在する。

### ハロウィーン期間

#### ハッピーハロウィーン・アミーゴス!
2014年にアドベンチャーランドのラッキーナゲット・ステージで開催される。

### クリスマス期間

#### 過去に行われていたもの
- ヘラルドブラス
- クラリネット・クワイヤーズ

### シンデレラブレーション:ライツ・オブ・ロマンス
- ジプシーダンサー
- フォーチュンテラー（占い師）
- ジャグラー
- シューマーチャント
- マスケスティア
- ファンタジー・クリーチャーズ
- ロイヤル・アピランス&グリーティング
プリンス・チャーミングにエスコートされたシンデレラがステージに現れ、ガス、ジャック、スージー、パーラーが出迎える。シンデレラとプリンスは馬車に乗り、4匹のキャラクターとダンサーでプラザを1周する。